# Sociedade em conta de participação
A sociedade em conta de participação (direito brasileiro) ou conta da metade (direito português) é uma sociedade empresária que vincula, internamente, os sócios. É composta por duas ou mais pessoas, sendo que uma delas necessariamente deve ser empresário ou sociedade empresária. Atualmente, os artigos de 991 a 996 do Código Civil brasileiro dispõem sobre essa modalidade societária.
Por ser apenas uma ferramenta existente para facilitar a relação entre os sócios, não é uma sociedade propriamente dita, ela não tem personalidade jurídica autônoma, patrimônio próprio e não aparece perante terceiros.

## Sócios
O empreendimento é realizado por dois tipos de sócios: o sócio ostensivo e o sócio participativo (esta denominação surgiu com o CC/2002, antes esse sócio era conhecido como sócio oculto).
- O sócio ostensivo (necessariamente empresário ou sociedade empresária) realiza em seu nome os negócios jurídicos necessários para ultimar o objeto do empreendimento e responde pelas obrigações sociais não adimplidas.
- O sócio participativo, em contraposição, não tem qualquer responsabilidade jurídica relativa aos negócios realizados em nome do sócio ostensivo. Entra com o capital, bens e/ou serviços e não aparecem nas relações com terceiros

## Características gerais
Por estar prevista no Código Civil brasileiro e este ser integrante da Constituição Federal, caracteriza-se por ser um instrumento legal de constituição de sociedades a partir de duas ou mais pessoas.
Antes da publicação da IN, a Coordenação-Geral de Tributação (COSIT), órgão responsável por solucionar as consultas formuladas pelos contribuintes, consolidou seu entendimento na Solução de Consulta n° 121 de que as SCPs estariam desobrigadas de tal inscrição, mas que nada impediria que a RFB determinasse que todas as SCP se inscrevessem no CNPJ.
É importante salientar que a IN RFB Nº 1634/16 também estabelece que a inscrição das entidades perante o CNPJ pode se dar de ofício pela Administração, porém sem prever sanções mais severas do que a aplicação de multas pelo não cumprimento.
Fonte: Instrução Normativa RFB nº 1634, de 06 de Maio de 2016
Recuperação Judicial (lei 11.101/2005) - As sociedades em conta de participação não têm legitimidade para requerer sua recuperação judicial, ainda que comprovem o devido registro de seus atos no órgão competente. Certa porque não tem legitimidade as pessoas impedidas de comerciar e as empresas sujeitas ao processo de liquidação extrajudicial como: transportes aéreos, seguradoras, instituições financeiras em geral. Também não podem requerer à concordata as sociedades irregulares o de fato e as sociedades em conta de participação. [Direito Empresarial (Comercial)Falência e Recuperação de Empresas,Recuperação Judicial];